# Cotys III (Odrysian)
Cotys III, död 270 f. Kr., var regerande kung i Thrakien mellan ? f. Kr. och 270 f. Kr.